# Quinn Hancock
Quinn Hancock (* 8. Mai 1977 in Rock Creek, British Columbia) ist ein ehemaliger kanadischer Eishockeyspieler, der im Verlauf seiner Karriere unter anderem für die Augsburger Panther und Iserlohn Roosters in der Deutschen Eishockey Liga (DEL) sowie für die Graz 99ers in der Erste Bank Eishockey Liga (EBEL) aktiv war.

## Karriere
Quinn Hancock begann seine Karriere 1994 bei den Tacoma Rockets und blieb auch nach der Umsiedlung des Teams zur Saison 1995/96 zunächst im Kader. Nach einem Spiel für die Calgary Hitmen wechselte er anschließend zu den Prince George Cougars. Dort spielte der Kanadier drei Jahre und wurde in der Spielzeit 1997/98 Topscorer seiner Mannschaft. Zusätzlich stellte er neue Saisonrekorde für erzielte Tore, Assists und Punkte auf.
1998 unterschrieb der Angreifer seinen ersten Seniorenvertrag und spielte für die Worcester IceCats in der American Hockey League und die Peoria Rivermen in der East Coast Hockey League. 1999 wechselte Hancock zu den Manitoba Moose in die International Hockey League. Nach 22 Spielen schloss er sich den Muskegon Fury aus der United Hockey League an. Dort spielte der Rechtsschütze bis Ende 2000 und wechselte anschließend zu den Rochester Americans in die AHL.
Zur Saison 2001/02 unterschrieb Hancock seinen ersten Vertrag in Europa, als er sich den Augsburger Panthern aus der Deutschen Eishockey Liga anschloss. Nach dem Ausscheiden aus den Play-offs im Viertelfinale wechselte der Kanadier in die finnische SM-liiga zu Rauman Lukko. Dort wurde er in der Saison 2003/04 Topscorer seines Teams. 2004 unterschrieb der Stürmer für ein Jahr beim Ligakonkurrenten Jokerit aus Helsinki. Seine nächste Station war Tappara, wo er bis 2007 blieb. Nachdem Hancock am Anfang der Saison 2007/08 noch zwei Spiele für Tappara absolviert hatte, wechselte er zum schwedischen Club Södertälje SK in die Elitserien. Dort verpasste der Kanadier die Play-offs und kehrte 2008 zu seinem ehemaligen Team Jokerit zurück.
Im Sommer 2009 unterschrieb Quinn Hancock bei den Iserlohn Roosters aus der DEL. Im Sauerland war der Rechtsschütze, der als Center wie als rechter Flügel einsetzbar war, für die erste oder zweite Reihe eingeplant. Die Saison begann für ihn als Flügelspieler an der Seite von Michael Wolf und Robert Hock, wo er konstante Leistungen brachte. Nach einer Verletzungspause von drei Spielen und schwachen Leistungen des Teams kam es zu taktischen Umstellungen der Reihen – nun agierte er als Center zwischen dem Duo Jimmy Roy und Ryan Ready. Die Roosters verlängerten seinen Vertrag nach der Saison nicht.
Nachdem der Stürmer die folgende Saison bei den EC Graz 99ers verbracht hatte, wurde der Kanadier im August 2011 vom dänischen Erstligisten SønderjyskE Ishockey aus der AL-Bank Ligaen verpflichtet. Zur Saison 2012/13 fand er zunächst keinen neuen Verein. Im Januar 2013 schloss er sich schließlich den Hannover Indians in der 2. Bundesliga an. Im Sommer 2013 beendete er seine Karriere.

## Erfolge und Auszeichnungen
- 1998 WHL West First All-Star Team

## Karrierestatistik
(Legende zur Spielerstatistik: Sp oder GP = absolvierte Spiele; T oder G = erzielte Tore; V oder A = erzielte Assists; Pkt oder Pts = erzielte Scorerpunkte; SM oder PIM = erhaltene Strafminuten; +/− = Plus/Minus-Bilanz; PP = erzielte Überzahltore; SH = erzielte Unterzahltore; GW = erzielte Siegtore; 1 Play-downs/Relegation; Kursiv: Statistik nicht vollständig)